# Diabrotica weisei
Diabrotica weisei es una especie de insecto coleóptero de la familia Chrysomelidae.
Fue descrita científicamente en 1890 por Baly.